# Curtis Kitchen
Curtis Kitchen (nacido el 30 de enero de 1964 en Cabo Coral, Florida) es un exjugador de baloncesto estadounidense que jugó una temporada de la NBA, además de hacerlo en la CBA, la USBL, la liga de Puerto Rico, la liga francesa y la liga argentina). Con 2,06 metros de estatura, lo hacía en la posición de ala-pívot.

## Trayectoria deportiva

### Universidad
Jugó durante cuatro temporadas con los Bulls de la Universidad del Sur de Florida, en las que promedió 6,3 puntos, 6,9 rebotes y 2,2 tapones por partido. En su última temporada fue el máximo reboteador y taponador de la Sun Belt Conference.

### Profesional
Fue elegido en el puesto 122 del Draft de la NBA de 1986 por Seattle SuperSonics, con quienes firmó contrato y llegó a disputar dos partidos antes de ser despedido, siendo llamado nuevamente en el mes de abril, jugando cuatro partidos más, promediando en total 1,5 puntos y 1,5 rebotes por encuentro.
Tras pasar por ligas menores estadounidenses, en 1987 fichó por el Mulhouse Basket de la liga francesa, donde permaneció cinco temporadas, proclamándose en la última de ellas mejor reboteador de la liga, con 11,5 rechaces por partido. Al año siguiente fichó por el Cholet Basket, donde jugó una temporada.
El resto de su carrera transcurrió en los Yakima Sun Kings de la CBA, jugando en los meses de verano en Argentina y Puerto Rico.

## Estadísticas de su carrera en la NBA

### Temporada regular
| Año     | Equipo  | PJ | PT | MPP | %TC  | %3P  | %TL  | RPP | APP | ROB | TPP | PPP |
| ------- | ------- | -- | -- | --- | ---- | ---- | ---- | --- | --- | --- | --- | --- |
| 1986-87 | Seattle | 6  | 0  | 5.2 | .500 | .000 | .750 | 1.5 | .2  | .3  | .5  | 1.5 |
| Total   |         | 6  | 0  | 5.2 | .500 | .000 | .750 | 1.5 | .2  | .3  | .5  | 1.5 |